# Герб Кампече
Герб вільної та суверенної держави Кампече — офіційний герб, який представляє штат Кампече, який спочатку був наданий «Дуже шляхетному та дуже лояльному місту Сан-Франциско-де-Кампече» у 1777 році королем Іспанії Карлом III. Згодом герб був прийнятий як символ штату.

## Опис
Герб міста Сан-Франциско-де-Кампече, наданий у 1777 році королем Іспанії Карлосом III, складається з чотирьох чверть полів: двох зі срібними замками в червоному полі та двох із золотими галеонами в блакитному полі, весь щит оточений золотим шнуром Святого Франциско у синій облямівці та увінчаний королівською короною.

## Символіка
Це більше, ніж герб, вірне відображення історичного минулого, це один з найкращих і найвиразніших гербів, наданих іспанською короною Новій Іспанії. Він говорить сам за себе. Кораблі та замки в гармонійному геральдичному поєднанні, любовно оперезані серафимовим шнуром. Вічний образ обнесеної мурами країни та її морського покликання.
Червоний чвертей у верхньому лівому та нижньому правому куті означає хоробрість мешканців Кампече і підкреслює сріблясті вежі. Цей колір відображає твердість і чесність характеру його мешканців, а вежі уособлюють силу в обороні території. В інших двох кварталах зображено вітрильник з піднятим якорем, що пливе в морі, нагадуючи нам про важливість Кампече як морського порту.
Блакитні чверті означають лояльність і добрі почуття мешканців Кампече.
Корона над щитом, прикрашена дорогоцінним камінням, символізує шляхетність і велич штату.